# Dancing Undercover
| Recensione | Giudizio |
| ---------- | -------- |
| AllMusic   |          |

Dancing Undercover è il terzo album in studio del gruppo musicale statunitense Ratt, pubblicato il 9 agosto 1986 dalla Atlantic Records.

## Tracce
1. Dance – 4:17 (Stephen Pearcy, Robbin Crosby, Warren DeMartini, Beau Hill)
2. One Good Lover – 3:06 (Pearcy, Crosby)
3. Drive Me Crazy – 3:42 (Pearcy, Crosby, DeMartini, Bobby Blotzer)
4. Slip of the Lip – 3:15 (Pearcy, DeMartini, Juan Croucier)
5. Body Talk – 3:44 (Pearcy, DeMartini, Croucier)
6. Looking for Love – 3:09 (Pearcy, Crosby, Croucier)
7. 7th Avenue – 3:11 (Pearcy, DeMartini, Croucier)
8. It Doesn't Matter – 3:08 (Pearcy, Croucier)
9. Take a Chance – 4:00 (Pearcy, DeMartini, Croucier)
10. Enough Is Enough – 3:23 (Pearcy, Crosby, DeMartini, Croucier)

## Singoli
- Dance (1986)
- Body Talk (1986)
- Slip of the Lip (1987)

## Formazione
Gruppo
- Stephen Pearcy – voce
- Robbin Crosby – chitarra, cori
- Warren DeMartini – chitarra, cori
- Juan Croucier – basso, cori
- Bobby Blotzer – batteria

Produzione
- Beau Hill – produzione, ingegneria del suono
- Jim Faraci – ingegneria del suono
- Ted Jensen – mastering

## Classifiche

### Classifiche settimanali
| Classifica (1986) | Posizione massima |
| ----------------- | ----------------- |
| Canada            | 49                |
| Finlandia         | 17                |
| Regno Unito       | 51                |
| Stati Uniti       | 26                |
| Svezia            | 23                |

### Classifiche di fine anno
| Classifica (1987) | Posizione |
| ----------------- | --------- |
| Stati Uniti       | 80        |